# Vi barn från Bahnhof Zoo (TV-serie)
Vi barn från Bahnhof Zoo (Wir Kinder vom Bahnhof Zoo) är en tysk tv-serie från 2021 på Prime Video. Det är en ny version av bästsäljaren med samma namn. I Sverige hette boken Gänget i tunnelbanan / Christiane F. och handlar om den sanna berättelsen om Christiane F. Den kända och uppmärksammade filmen Vi barn från Bahnhof Zoo (1981) har  gjorts om i serieformat av Annette Hess. Philipp Kadelbach regisserade alla åtta avsnitt. Serien handlar om sex ungdomar från Berlins drog- och klubbscen under 70-talet, som ofta hänger vid Bahnhof Zoo. Gänget utgörs av Stella, Axel, Christiane, Benno, Babsi och Michi. I Sverige visas serien på Viaplay.

## Kritik
| ”                                              | [...] Är det en nyversion vi hade klarat oss utan? Definitivt. Är det en serie som ändå – sett över åtta stiliserade avsnitt med snygga ungdomar som går ner sig – ger tv-knarkare lite tillfredsställelse? Inte mycket, tyvärr. Inte för att misären – abc-berättad i ordningen tablett, spruta, prostitution – är så tung att genomlida. Utan för att beroendebilden saknar all dramatisk precision. Musikläggningen generellt är talande, lagd för att skyla över allt det torftiga i manus och dialog | „ |
| – Jon Asp, Svenska Dagbladet, 26 februari 2021 | |   |

## Rollista
- Jana McKinnon: Christiane
- Michelangelo Fortuzzi: Benno
- Lena Urzendowsky: Stella
- Lea Drinda: Babsi
- Jeremias Meyer: Axel
- Bruno Alexander: Michi
- Sebastian Urzendowsky Robert, Christianes pappa

## Källhänvisningar
1. ↑  Viaplay bekräftar Vi barn från Bahnhof Zoo – ny tysk serie med premiär våren 2021